# Berwick-Gletscher
Der Berwick-Gletscher ist ein antarktischer Gletscher von etwa 23 Kilometern Länge, der in südöstlicher Richtung zwischen den Marshall Mountains und den Adams Mountains am Willey Point in den Beardmore-Gletscher mündet. 
Entdeckt wurde der Gletscher, der in einigen frühen Karten mit dem Swinford-Gletscher verwechselt wird, von Teilnehmern der Nimrod-Expedition (1907–1909) unter der Leitung des britischen Polarforschers Ernest Shackleton. Benannt ist er nach der HMS Berwick, einem Schiff, auf dem der stellvertretende Leiter der Nimrod-Expedition Jameson Adams gedient hatte.